# Pablo Matías González Maciel
Pablo Matías González Maciel (Montevideo, 13 settembre 1996) è un calciatore uruguaiano, centrocampista dell'Albion.